# Clint Bowyer
Clinton Edward Bowyer (Emporia, 30 maggio 1979) è un pilota automobilistico statunitense.

## Carriera
Dal 2005, corre nella NASCAR Sprint Cup Series dove ha vinto otto gare. Inoltre sempre dagli anni 2000, partecipa anche alle competizioni Xfinity Series e Camping World Truck Series.